# Trinitita

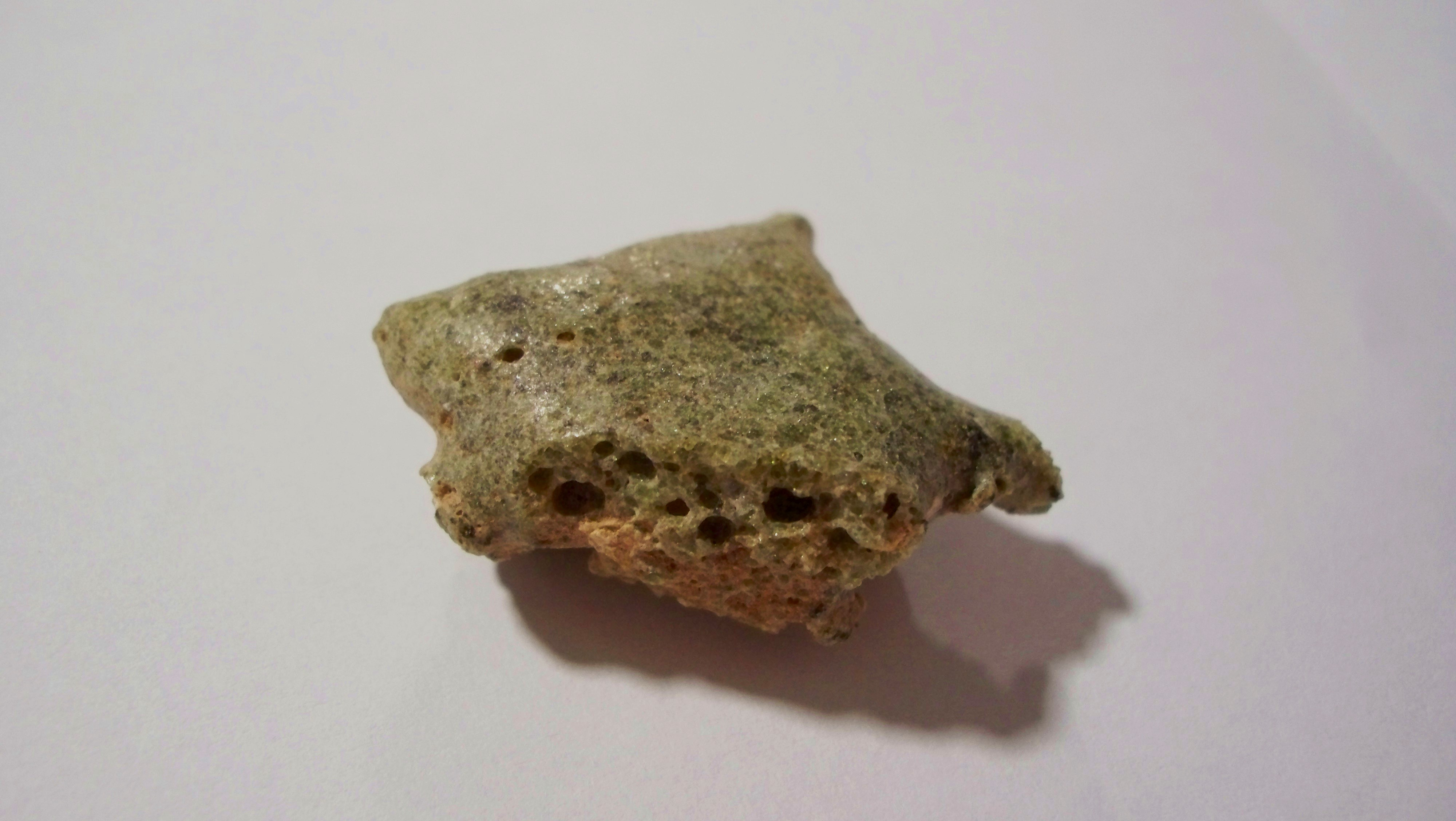
Trinitita

La trinitita, també coneguda com a vidre d'Alamogordo, és un vidre creat per la vitrificació de les sorres del desert d'Alamogordo a conseqüència de la prova Trinity el 16 de juliol de 1945, la primera explosió nuclear.
El vidre és compost principalment de sorra arcòsica, amb majoria de quars i feldespat amb traces de plagiòclasi, calcita, hornblenda i augita en una matriu d'argila arenosa, fosa per l'explosió.
La trinitita és habitualment verd clar, però n'hi ha de diverses colors. És lleugerament radioactiva, encara que pot ser manipulada sense perill.